# Ultimul magnat (film)
Ultimul magnat (în engleză The Last Tycoon) este un film dramă din 1976 bazat pe scenariul adaptat de Harold Pinter după romanul cu același nume al lui F. Scott Fitzgerald, mai cunoscut în unele rânduri și ca The Love of The Last Tycoon .

## Rezumat
Hollywood, anii 30. Monroe Stahr este un producător pentru care munca înseamnă totul (personajul este inspirat de Irwing Thalberg, un prolific producător, care a murit la vârsta de 37 de ani din cauza unei munci excesive), mai ales de când și-a pierdut soția. Într-o zi o cunoaște pe Kathleen Moore, o tânără care seamănă cu soția dispărută. Brusc renunță la muncă și se implică total în noua poveste de iubire.

## Distribuție
- Robert De Niro — Monroe Stahr
- Tony Curtis — Rodriguez
- Robert Mitchum — Pat Brady
- Jeanne Moreau — Didi
- Jack Nicholson — Brimmer
- Donald Pleasence — Boxley
- Ray Milland — Fleishacker
- Dana Andrews — Red Ridingwood
- Ingrid Boulting — Kathleen Moore
- Peter Strauss — Wylie
- Theresa Russell — Cecilia Brady
- Tige Andrews — Popolos
- Morgan Farley — Marcus
- John Carradine — ghidul turului
- Jeff Corey — Doctorul

## Producție
Pentru acest rol, Robert De Niro a slăbit 20 de kg. Muzica filmului este semnată de Maurice Jarre.

## Nominalizări
Filmul a fost nominalizat la Premiul Oscar pentru cea mai bună regie artistică — Gene Callahan, Jack T. Collins, Jerry Wunderlich.